# Duquesa de York
Duquesa de York es el título que lleva la esposa del duque de York desde que fue creado el 6 de agosto de 1385. Solamente han existido once duquesas de York.

## Lista de duquesas de York
Las once duquesas de York, las fechas e individuos que ostentaron el título son los siguientes:
1. Infanta Isabel de Castilla (1372–1392) – Esposa de Edmundo de Langley 1.er duque de York, Isabel murió antes que su esposo en Kings Langley Manor House, en Hertfordshire, Inglaterra.
2. Juana Holland (1393–1402) – Segunda esposa de Edmundo de Langley, Juana sobrevivió a su esposo y se casó con otros tres nobles:Guillermo de Willoughby, 5° Lord Willoughby de Eresby; Henry Scrope, 3.er. Barón Scrope de Masham; y Enrique Bromflete, 1.er. Lord Vessy.
3. Philippa de Mohun (1402-1415) – Dos veces viuda, se casó con Eduardo de Norwich, 2° duque de York, duque de Albemarle. Sus dos maridos anteriores fueron Walter FitzWalter y Sir John Golafre.
4. Cecilia Neville (1425–1460) – Casada con Ricardo Plantagenet, 3.er duque de York, sobrevivió a su marido y de dedicó a la vida religiosa hasta su muerte en 1495, después de recibir indulgencias papales.
5. Ana de Mowbray, 8a. condesa de Norfolk (1478–1481) – Ana fue la novia niña de Ricardo de Shrewsbury, 1.er duque de York (después de la segunda creación del título), uno de los príncipes de la Torre. Ella no sobrevivió a su joven marido y murió a la edad de nueve.
6. Ana Hyde (1660–1671) – Ana murió antes de que su marido Jacobo se convirtiera en rey, ya que padecía cáncer de mama.
7. María de Módena - Segunda esposa de Jacobo II del Reino Unido. Como ella era católica, aunque le dio un hijo Jacobo Francisco Eduardo Estuardo, debido a su religión no logró acceder al trono y en cambio fue suplantado por su hermanastra María y su marido Guillermo. Los descendientes directos de María de Modena son conocidos como jacobitas y son llamados así hasta el día de hoy.
8. Federica Carlota de Prusia (1791–1820) – La princesa Federica recibió un calurosa bienvenida a Gran Bretaña, pero después de una relación problemática con su marido Federico Augusto de Hannover, duque de York y Albany, la pareja se separó. Ella murió en 1820.
9. María de Teck (1893-1901) – La princesa María dejó de ser llamada duquesa de York, cuando la abuela de su marido, la reina Victoria, murió en 1901. Ese año se convirtió en princesa de Gales, como esposa del príncipe de Gales. Sin embargo, el título de duquesa de York, fue conservado entre sus títulos subsidiarios hasta que su marido subió al trono británico como Jorge V del Reino Unido.
10. Isabel Bowes-Lyon (1923–1936) – Conocida como «la duquesa sonriente», dejó de ser duquesa de York cuando su marido accedió al trono como Jorge VI del Reino Unido, después de la abdicación de su hermano mayor, Eduardo VIII del Reino Unido.
11. Sarah Ferguson (1986–) – Considerada amiga íntima de Diana, princesa de Gales, fue presentada al segundo hijo de la reina Isabel II del Reino Unido, el príncipe Andrés. Después de su matrimonio y divorcio, a ella se le conoce como Sarah, duquesa de York. Ella perdió el tratamiento de Alteza Real, así como todas otras dignidades relacionadas con el título de princesa británica.